# Gyros atripennalis
Gyros atripennalis är en fjärilsart som beskrevs av Barnes och Mcdunnough 1914. Gyros atripennalis ingår i släktet Gyros och familjen Crambidae. Inga underarter finns listade i Catalogue of Life.